# Parafia św. Wawrzyńca w Rossoszycy
Parafia Świętego Wawrzyńca w Rossoszycy – parafia rzymskokatolicka, znajdująca się w diecezji włocławskiej, w dekanacie szadkowskim. 

## Terytorium parafii
Boczki Nowe, 
Boczki Stare, 
Borek Lipiński, 
Grabinka, 
Józefów-Wiktorów, 
Lasek, 
Lipiny, 
Miedze (Stare i Nowe Miedze), 
Miedźno, 
Miedźno, 
Mogilno, 
Pierzchnia Góra, 
Reduchów, 
Rossoszyca, 
Rożdżały